# Raphael Vassanelli
Raphael Vassanelli (Baar, 12 settembre 1990) è un hockeista su ghiaccio svizzero.

## Carriera
Raphael Vassanelli iniziò a militare dal 2006 nella formazione degli Juniores Elite dell'EV Zug. Le sue prime esperienze nelle leghe minori svizzere furono due prestiti fra il 2007 ed il 2009 in Prima Lega con la maglia del SC Weinfelden. Nello stesso anno disputò cinque partite in Lega Nazionale B con la maglia della Nazionale Under-20. Nel corso della stagione 2009-2010 invece giocò in Seconda Lega con l'HC Luzern Lakers.
Nell'estate del 2010 Vassanelli terminò il suo rapporto con l'EV Zug, dopo aver disputato 148 partite ed aver messo a segno 10 reti e 17 assist. Fu allora ingaggiato per due stagioni dall'HC Ambrì-Piotta, squadra con cui esordì in LNA nel corso del campionato 2010-2011. Nel corso della stessa stagione il giocatore passò in prestito in LNB con le maglie dell'EHC Basel e dell'HC Thurgau.
Nel 2013 si trasferì all'EHC Visp in Lega Nazionale B.

## Palmarès

### Club
- Lega Nazionale B: 1

Visp: 2013-2014